# Podtyosovo
Podtyosovo é um vilarejo de tipo urbano no distrito Yeniseysk, no Krai de Krasnoyarsk, Rússia.
Forma um formação municipal com o estatuto de agrupamento urbano o vilarejo Podtyosovo como a única localidade que o compõe. Na estrutura administrativa territorial Podtyosovo corresponde à unidade administrativa territorial chamada "vilarejo de tipo urbano".

## Geografia
É situado na margem direita do rio de Yenisey, cerca de 20 km a norte de centro regional - Yeniseysk, e de 100 km descendo ao corrente de estuário do rio Angara.

## História
Tem o estatuto de vilarejo de tipo urbano desde 1946. Pertenceu ao Lesosibirsk distrito.

## População
A população de Podtyosovo é cerca de 3900 habitantes (2018).

## Governo local
Duração de mandato = 5 anos. O chefe de formação municipal é E. U. Tsimmerman.

## Infraestrutura
Escola número 46 de Victor Petrovitch Astafiev
Três jardins de infância: "Combinat", "Fontinho" e "Berçário"
Escola de arte
Sucursal da escola técnica de transporte e serviço de Krasnoyarsk

## Economia
Perto de Podtyosovo fica A Base de Reparação e Exploração de Frota (REB) - a maior REB fluvial em toda a territoria de ex-URSS. REB de Podtyosovo é a empresa cidade-formada que oferece trabalho para maioria de habitantes.